# 艾比斯瓦尔德上方圣奥斯瓦尔德
圣奥斯瓦尔德，全称艾比斯瓦尔德上方圣奥斯瓦尔德（德語：Sankt Oswald ob Eibiswald），是奥地利施泰尔马克州德意志兰茨贝格县的一个旧市镇。2015年，圣奥斯瓦尔德并入市镇艾比斯瓦尔德。

## 地理
圣奥斯瓦尔德位于西施泰尔马克南部，由4个下属村镇组成。白苏尔姆河（Weiße Sulm）和克伦河（Krumbach）小河流经此市镇。

### 下属村镇
圣奥斯瓦尔德市镇的四个组成部分分别是：东北部的克伦巴赫（Krumbach）占地1386公顷，是最大的一个，圣奥斯瓦尔德占地526公顷，东南部是占地330公顷的米特施特拉森（Mitterstrassen），最小的一个是在南部占地85公顷的罗特韦恩（Rothwein）。

## 历史
圣奥斯瓦尔德是1399年11月6日第一次在官方文件中出现的。从16世纪流传下来的文件副本中记载着当时赫尔曼·冯·席利曾赏赐给彼德·梅特尼茨两一片森林及其两边地区，这片赏地就是现在的圣奥斯瓦尔德。

## 人口
根据2001年的人口普查圣奥斯瓦尔德市镇有641人，95.9%的居民为奥地利公民。91.6%的居民信奉罗马天主教，4.2%的居民没有宗教信仰。

### 2001年人口分布
- 圣奥斯瓦尔德：315人
- 克伦巴赫：189人
- 米特施特拉森：124人
- 罗特韦恩：13人

### 从1869到2001 人口发展趋势
| 年代   | 人口数目 | 年代   | 人口数目 |
| ------ | -------- | ------ | -------- |
| 1869年 | 723人    | 1939年 | 820人    |
| 1880年 | 755人    | 1951年 | 896人    |
| 1890年 | 712人    | 1961年 | 814人    |
| 1900年 | 731人    | 1971年 | 823人    |
| 1910年 | 806年    | 1981年 | 747人    |
| 1923年 | 779人    | 1991年 | 701人    |
| 1934年 | 774人    | 2001年 | 641人    |

### 人口发展
同整个德意志兰茨贝格区相反，圣奥斯瓦尔德市镇的人口发展趋势在过去的十几年里呈下降趋势。除了在1900年到1950年间人口上升了大约25%，在此后人口一直下降，现在圣奥斯瓦尔德市镇的居民总数比2005年还要少大约35%。

## 文化及自然景观
本市镇最重要的景点是圣奥斯瓦尔德教堂。它是一所巴洛克风格的教堂，始建于1723年和1728年之间。教堂祭台旁的圣台则在1764年完工。

## 经济和基础设施
根据2001年劳工局的统计，本市镇有32个小工厂作坊共雇用了80名本市镇人。168名居民在外市镇工作，在本市镇工作的外市镇人为47人。最重要的经济部门为是生产专门产品的部门和旅店业。当地有51个农场共负责耕种4902公顷土地。
当地有南施泰尔边境公路B 69通过。

## 政治
- 市长：金特·科伊内格（Günter Koinegg）
- 市镇议会：9名市镇议员，其中6名奥地利社会民主党成员，3名奥地利人民党成员。

### 市镇议会
圣奥斯瓦尔德的市镇议会由奥地利社会民主党占主导地位。在2000年的市镇议会选举中奥地利社会民主党就已经有53.56的得票率而在向议会中取得了绝对多数。再2005年的选举中，奥地利社会民主党的优势进一步扩大，得到了62.16%的选票和一个额外的议席。这个议席本来属于奥地利自由党的，但是由于它今年没有得以进入市镇议会，它的议席则由社会民主党得到。奥地利人民党在2005年取得了37.84%的选票，比上一次增长了4.51%。

### 市镇旗
圣奥斯瓦尔德的市镇旗在1987年5月11日由施泰尔马克州政府授予，并于1987年6月1日进行了交接仪式。市镇旗上的图案为一个立在蓝色地面上的哥特式风格的联盖的奖杯。